# Plácido Rodríguez
Plácido Daniel Rodríguez Rivero (San Felipe, Yaracuy, 24 de agosto de 1876 – Caracas, 21 de febrero de 1939) fue un médico, agrimensor, científico y docente universitario venezolano.

## Biografía
Plácido Daniel Rodríguez Rivero nació en San Felipe, Yaracuy, el 24 de agosto de 1876, siendo su padre, el Dr. Plácido Daniel Rodríguez Obregón y su madre Doña Elodia Rivero Vidoza. De su unión matrimonial con Egilda Maggi tuvo cuatro hijos: Plácido Daniel, Elodia, Egilda y Elba.
Este eminente yaracuyano realiza sus estudios de primaria y secundaria en su ciudad natal, graduándose de Bachiller en Filosofía en el año de 1889 y Agrimensor Público. Posteriormente se marcha a Caracas, donde ingresa a la Universidad Central de Venezuela para estudiar la carrera de medicina, de donde egresa como Doctor en Ciencias Médicas en el año de 1897. Vale decir que en su periodo estudiantil se desempeñó como interno por concurso en hospitales del Dtto Federal.
De regreso a la capital yaracuyana a partir del año 1897, se desempeñó como médico cirujano en San Felipe hasta 1900, año en el que se marchó a la capital larense donde se destaca como profesor Interino de la Cátedra de Medicina Operatoria en el Colegio Federal de Barquisimeto, para luego alcanzar el cargo de Vicerrector y Encargado del Rectorado del Colegio Federal de Primera Categoría del Estado Lara. Durante el año 1901, estando trabajando en la ciudad crepuscular, se vio envuelto en los problemas políticos que aquejaban al país, por lo que participó en los combates de la Revolución Libertadora durante tres años (1901-1903).
En 1910 se marcha a Europa a proseguir estudios doctorales en la Universidad de París, alcanzando el título de Doctor en Medicina Colonial en el año 1911.
A su regreso a Venezuela, se establece en la ciudad de Puerto Cabello donde desarrolla una gran actividad quirúrgica, funda una Casa de Salud en 1914 en la céntrica calle Sucre de la ciudad porteña, pudiéndose señalar que fue una de las primeras clínicas privadas de Venezuela, realizando allí la primera Tiroidectomía que se realiza en el país en 1914 y en 1917, la primera Nefrectomía transperitoneal.
El día 1 de febrero del año 1923, fue elegido Individuo de Número para ocupar el sillón N° VI de la Academia Nacional de Medicina.
El Doctor Plácido Daniel Rodríguez Rivero permaneció en Puerto Cabello durante muchos años, siendo actor de primera importancia en actividades sociales y políticas desde 1917 hasta su designación en actividades universitarias en los últimos años del gomecismo. Incursionó en la política como Jefe Civil de Puerto Cabello y alcalde de la Ciudad; promoviendo además diversas actividades filantrópicas mediante su condición de ser caballero francmasón.
La enorme capacidad prolífica del Dr. Plácido Rodríguez en la ciudad cordial de Venezuela, a la par de sus trabajos científicos presentados en las organizaciones médicas venezolanas, fueron elementos que coadyuvaron a su designación como Rector de la Universidad Central de Venezuela en el año de 1928, hasta el año 1935.
Ocupó otros importantes cargos, fue Cónsul en España, Director de Sanidad y miembro de la Academia Nacional de la Historia. Fue el fundador de los estudios de la Historia de la Medicina en Venezuela. Como escritor, fue autor de invaluables artículos que significaron un preciado legado, tanto para la medicina con la edición de «La Historia Médica de Venezuela hasta 1900», y las «Apuntaciones para la Historia de la Cirugía en Venezuela», como para la historia, siendo uno de los más conocidos: «Origen y desarrollo de San Felipe El Fuerte». Es de hacer notar que el 14 de junio de 1938 fue designado como Individuo de Número de la Academia Nacional de la Historia. Murió en Caracas el 21 de febrero de 1939.
El Hospital Central de San Felipe, ubicado en la Avenida Villarreal cruce con Callejón La Mosca, lleva su nombre como un merecido reconocimiento a este valioso yaracuyano.

### Carrera pública
- Director Nacional del Departamento de Salud (1922 - 1925)
- Alcalde de Puerto Cabello (1926 - 1927)
- Rector de la Universidad Central de Venezuela (1928 - 1935)
- Vicepresidente de la Academia Nacional de Medicina (1932 - 1934)
- Presidente de la Academia Nacional de Medicina (1934- 1936)
- Presidente de la Academia Nacional de la Historia (1938)

### Publicaciones
- Rodríguez R. Plácido D (1906): El tétanos en Barquisimeto.
- Rodríguez R. Plácido D (1907): Estadística de la cirugía abdominal en Barquisimeto.
- Rodríguez R. Plácido D (1907): Un caso de extirpación total de la parótida por sarcoma puro en Barquisimeto.
- Rodríguez R. Plácido D (1913): Memorándum de nombres propios anatómicos. Pto Cabello (1.ª edición)
- Rodríguez R. Plácido D (1913): Memorándum de nombres propios anatómicos. Santander, España (2.ª edición)
- Rodríguez R. Plácido D (1917): Notas clínicas de Cirugía.
- Fundador de la Revista médica «Acosta Ortiz». (1917)
- Rodríguez R. Plácido D (1921): Contribución al estudio de la Elefantiasis arábiga en Venezuela.
- Rodríguez R. Plácido D (1924): Epidemias y Sanidad en Venezuela.
- Rodríguez R. Plácido D (1929): Historia de las Epidemias y Sanidad en Venezuela 1854-1856
- Rodríguez R. Plácido D (1929): Médicos y practicantes de la Independencia
- Rodríguez R. Plácido D (1930): La expedición de Balmis.
- Rodríguez R. Plácido D (1930): Contribución a la Historia de la cirugía en Venezuela.
- Rodríguez R. Plácido D (1931): Historia Médica de Venezuela.
- Rodríguez R. Plácido D (1932): La primera trepanación craneana practicada en Venezuela data de 1736
- Revista Archivos de Historia Médica Venezolana (1934-1938), fundada, dirigida y sostenida por él, en la cual realiza nuestra historia médica hasta el año 1900. Se le considera el padre de la Historiografía médica venezolana.[2]

### Membresía
- Academia Nacional de Medicina, Caracas.
- College of Surgeons, Chicago.
- Sociedad de Ciencias Naturales, Caracas.
- Société de l'Histoire de la Médicine, París.
- Société de Médicine et Hygiene tropicales, París.
- Academia Nacional de la Historia, Caracas.